# فيل تايلور
فيليب هنري تايلور (بالإنجليزية: Phil Taylor)‏ (18 سبتمبر 1917 - 1 ديسمبر 2012)، لاعب كرة قدم إنجليزي، ومدرب كرة قدم إنجليزي سابق.
وقد درب نادي ليفربول منذ عام 1956 وحتى عام 1959.